# Cieszyna (gromada)
Cieszyna (od 31 XII 1961 Stępina) – dawna gromada, czyli najmniejsza jednostka podziału terytorialnego Polskiej Rzeczypospolitej Ludowej w latach 1954–1972.
Gromady, z gromadzkimi radami narodowymi (GRN) jako organami władzy najniższego stopnia na wsi, funkcjonowały od reformy reorganizującej administrację wiejską przeprowadzonej jesienią 1954 do momentu ich zniesienia z dniem 1 stycznia 1973, tym samym wypierając organizację gminną w latach 1954–1972.
Gromadę Cieszyna z siedzibą GRN w Cieszynie utworzono – jako jedną z 8759 gromad na obszarze Polski – w powiecie krośnieńskim w woj. rzeszowskim na mocy uchwały nr 24/54 WRN w Rzeszowie z dnia 5 października 1954. W skład jednostki weszły obszary dotychczasowych gromad Cieszyna i Stępina ze zniesionej gminy Frysztak w tymże powiecie.
13 listopada 1954 gromada weszła w skład nowo utworzonego powiatu strzyżowskiego, gdzie ustalono dla niej 16 członków gromadzkiej rady narodowej.
31 grudnia 1961 do gromady Cieszyna włączono wieś Jaszczurowa ze zniesionej gromady Pstrągówka w tymże powiecie, po czym gromadę Cieszyna zniesiono przez przeniesienie siedziby GRN z Cieszyny do Stępiny i zmianę nazwy jednostki na gromada Stępina.